# Baltimore megye
Baltimore megye az Amerikai Egyesült Államokban, azon belül Maryland államban található. Megyeszékhelye Towson, legnagyobb városa Dundalk. Lakosainak száma 854 535 fő (2020. április 1.).

## Szomszédos megyék
- York megye (észak)
- Carroll megye (nyugat)
- Harford megye (kelet)
- Anne Arundel megye (dél)
- Howard megye (délnyugat)
- Baltimore (dél)
- Kent megye (délkelet)

## Népesség
A megye népességének változása:
| Lakosok száma | 41 589 | 786 113 | 806 126 | 812 676 | 817 682 | 823 015 | 831 128 | 854 535 |
|               | 1850   | 2005    | 2010    | 2011    | 2012    | 2013    | 2015    | 2020    |